# Bażantarnia
Bażantarnia – ogrodzony teren, na którym hodowano bażanty. Wewnątrz, wśród drzew i krzewów, były zabudowania mieszkalne bażantarnika i ogrzewane w zimie pomieszczenia dla bażantów.